# Temporada 2018 del fútbol colombiano
La Temporada 2018 del fútbol colombiano abarcó todas las actividades relativas a campeonatos de fútbol profesional, nacionales e internacionales, disputados por clubes colombianos, y por las selecciones nacionales de este país en sus diversas categorías.
En esta temporada, el fútbol colombiano cumple 70 años desde la creación de la liga profesional en 1948.

## Torneos locales

### Categoría Primera A

#### Torneo Apertura
- Final

| Fecha | Ciudad   | Equipo local      | Resultado      | Equipo visitante  |
| --- | -------- | ----------------- | -------------- | ----------------- |
| 6 de junio | Ibagué   | Deportes Tolima   | 0 : 1          | Atlético Nacional |
| 9 de junio | Medellín | Atlético Nacional | 1 : 2 (2:4 p.) | Deportes Tolima   |
| Deportes Tolima se coronó campeón con un marcador global de 2:2 y ganando 4:2 en los tiros desde el punto penal. |          |                   |                |                   |

| Campeón Deportes Tolima Segundo título |

#### Torneo Finalización
- Final

| Fecha                                                   | Ciudad       | Equipo local           | Resultado | Equipo visitante       |
| ------------------------------------------------------- | ------------ | ---------------------- | --------- | ---------------------- |
| 8 de diciembre                                          | Barranquilla | Junior                 | 4 : 1     | Independiente Medellín |
| 16 de diciembre                                         | Medellín     | Independiente Medellín | 3 : 1     | Junior                 |
| Junior se coronó campeón con un marcador global de 5:4. |              |                        |           |                        |

| Campeón Junior Octavo título |

#### Tabla de reclasificación
En la tabla de reclasificación se lleva a cabo la sumatoria de puntos de los clubes en todos los partidos de los dos torneos de primera división —el Apertura y el Finalización (incluyendo fases finales)—, con el objetivo de definir los equipos clasificados de Colombia a los torneos internacionales de Conmebol para el siguiente año. Los cupos a torneos internacionales se distribuyeron de la siguiente manera:
- Copa Libertadores: Colombia 1 y Colombia 2 (que clasificaron directamente a fase de grupos) correspondieron a los campeones del Apertura 2018 y Finalización 2018, respectivamente. El cupo de Colombia 3 lo tomó el mejor ubicado en la reclasificación (no campeón de Apertura, Finalización o Copa Colombia) y Colombia 4 lo obtuvo el campeón de la Copa Colombia 2018.
- Copa Sudamericana: Colombia 1, Colombia 2, Colombia 3 y Colombia 4 fueron para los cuatro siguientes clubes mejor ubicados en la tabla de reclasificación (no campeones de Apertura, Finalización o Copa Colombia), respectivamente. Los cuatro clasificados empezarán el torneo desde la primera fase.

| Pos. | Equipos                | PJ | PG | PE | PP | GF | GC | Dif. | Pts. |
| ---- | ---------------------- | -- | -- | -- | -- | -- | -- | ---- | ---- |
| 1.   | Independiente Medellín | 48 | 25 | 11 | 12 | 76 | 54 | 22   | 86   |
| 2.   | Deportes Tolima (A)    | 48 | 25 | 10 | 13 | 66 | 46 | 20   | 85   |
| 3.   | Atlético Nacional (CC) | 44 | 22 | 13 | 9  | 54 | 33 | 21   | 79   |
| 4.   | Junior (F)             | 46 | 20 | 14 | 12 | 63 | 43 | 20   | 74   |
| 5.   | Once Caldas            | 42 | 20 | 10 | 12 | 53 | 47 | 6    | 67   |
| 6.   | La Equidad             | 40 | 17 | 11 | 12 | 41 | 31 | 10   | 62   |
| 7.   | Rionegro Águilas       | 42 | 16 | 14 | 12 | 44 | 46 | -2   | 62   |
| 8.   | Deportivo Cali         | 40 | 18 | 7  | 15 | 46 | 34 | 12   | 61   |
| 9.   | Atlético Bucaramanga   | 40 | 18 | 7  | 15 | 49 | 47 | 2    | 61   |
| 10.  | Santa Fe               | 40 | 16 | 11 | 13 | 49 | 34 | 15   | 59   |
| 11.  | Atlético Huila         | 42 | 13 | 13 | 16 | 34 | 35 | -1   | 52   |
| 12.  | Millonarios (SL)       | 38 | 13 | 12 | 13 | 42 | 41 | 1    | 51   |
| 13.  | Patriotas              | 40 | 13 | 12 | 15 | 35 | 45 | -10  | 51   |
| 14.  | América de Cali        | 38 | 12 | 11 | 15 | 41 | 51 | -10  | 47   |
| 15.  | Envigado F. C.         | 38 | 12 | 10 | 16 | 39 | 47 | -8   | 46   |
| 16.  | Alianza Petrolera      | 38 | 12 | 6  | 20 | 46 | 59 | -13  | 42   |
| 17.  | Jaguares               | 38 | 10 | 9  | 19 | 29 | 52 | -23  | 39   |
| 18.  | Boyacá Chicó           | 38 | 9  | 9  | 20 | 35 | 60 | -25  | 36   |
| 19.  | Deportivo Pasto        | 38 | 8  | 11 | 19 | 26 | 40 | -14  | 35   |
| 20.  | Leones                 | 38 | 3  | 13 | 22 | 28 | 51 | -23  | 22   |

Fuente: Web oficial de Dimayor
|  | Clasificado a la Fase de grupos de Copa Libertadores 2019.  |
|  | Clasificado a la Segunda fase de la Copa Libertadores 2019. |
|  | Clasificado a la Primera fase de la Copa Sudamericana 2019. |

| (CC) Campeón de la Copa Colombia 2018.         |
| (A) Campeón del Torneo Apertura 2018.          |
| (F) Campeón del Torneo Finalización 2018.      |
| (SL) Campeón de la Superliga de Colombia 2018. |

##### Representantes en competición internacional
| Clasificado como | Copa Libertadores 2019 | Copa Sudamericana 2019 |
| ---------------- | ---------------------- | ---------------------- |
| Colombia 1       | Deportes Tolima        | Once Caldas            |
| Colombia 2       | Junior                 | La Equidad             |
| Colombia 3       | Independiente Medellín | Rionegro Águilas       |
| Colombia 4       | Atlético Nacional      | Deportivo Cali         |

#### Tabla del descenso
Los ascensos y descensos en el fútbol colombiano se definen por la Tabla de descenso, la cual promedia las campañas: 2016-I, 2016-II, 2017-I, 2017-II, 2018-I y 2018-II. Los puntos de la tabla se obtienen de la división del puntaje total entre partidos jugados, únicamente en la fase de todos contra todos.
Los dos últimos equipos en dicha tabla descenderán a la Categoría Primera B dándole el ascenso directo al campeón y subcampeón de la segunda categoría. Ya no existirá la serie de promoción en la cual el equipo que ocupaba el penúltimo lugar en la Tabla de descenso, disputaba la serie de promoción ante el subcampeón de la Primera B en partidos de ida y vuelta.
Cabe recordar que en la tabla de descenso no cuentan los partidos por cuadrangulares semifinales ni final del campeonato, únicamente los de la fase todos contra todos.
| Pos. | Equipos                | PJ  | GF  | GC  | Dif. | Pts. | Prom. |
| ---- | ---------------------- | --- | --- | --- | ---- | ---- | ----- |
| 20.  | Itagüí Leones (D)      | 118 | 101 | 152 | -51  | 112  | 0.949 |
| 19.  | Boyacá Chicó (D)       | 118 | 108 | 161 | -53  | 126  | 1.068 |
| 18.  | Alianza Petrolera      | 118 | 132 | 166 | -34  | 135  | 1.144 |
| 17.  | Deportivo Pasto        | 118 | 120 | 140 | -20  | 135  | 1.144 |
| 16.  | Atlético Huila         | 118 | 106 | 135 | -29  | 138  | 1.169 |
| 15.  | Envigado F. C.         | 118 | 120 | 138 | -18  | 141  | 1.195 |
| 14.  | Jaguares               | 118 | 104 | 138 | -34  | 144  | 1.22  |
| 13.  | América de Cali        | 118 | 118 | 136 | -18  | 153  | 1.297 |
| 12.  | Patriotas              | 118 | 115 | 129 | -14  | 155  | 1.314 |
| 11.  | Rionegro Águilas       | 118 | 122 | 139 | -17  | 156  | 1.322 |
| 10.  | Once Caldas            | 118 | 136 | 141 | -5   | 156  | 1.322 |
| 9.   | La Equidad             | 118 | 125 | 123 | 2    | 156  | 1.322 |
| 8.   | Atlético Bucaramanga   | 118 | 128 | 131 | -3   | 161  | 1.364 |
| 7.   | Deportivo Cali         | 118 | 157 | 129 | 28   | 177  | 1.5   |
| 6.   | Deportes Tolima        | 118 | 155 | 132 | 23   | 182  | 1.542 |
| 5.   | Junior                 | 118 | 161 | 121 | 40   | 189  | 1.602 |
| 4.   | Millonarios            | 118 | 155 | 112 | 43   | 190  | 1.61  |
| 3.   | Santa Fe               | 118 | 134 | 95  | 39   | 193  | 1.636 |
| 2.   | Independiente Medellín | 118 | 183 | 128 | 55   | 211  | 1.788 |
| 1.   | Atlético Nacional      | 118 | 182 | 90  | 92   | 234  | 1.983 |

Fuente: Web oficial de Dimayor
| (D) | Descenso a la Categoría Primera B para la temporada 2019. |

##### Cambios de categoría
|  | Itagüí Leones Boyacá Chicó |

|  | Cúcuta Deportivo Unión Magdalena |

### Categoría Primera B
- Final

| Fecha                                                             | Ciudad      | Equipo local     | Resultado | Equipo visitante |
| ----------------------------------------------------------------- | ----------- | ---------------- | --------- | ---------------- |
| 18 de noviembre                                                   | Santa Marta | Unión Magdalena  | 0 : 1     | Cúcuta Deportivo |
| 26 de noviembre                                                   | Cúcuta      | Cúcuta Deportivo | 2 : 0     | Unión Magdalena  |
| Cúcuta Deportivo se coronó campeón con un marcador global de 3:0. |             |                  |           |                  |

| Colombia                               |
| Campeón Cúcuta Deportivo Tercer título |

### Copa Colombia
- Final

| Fecha                                                                | Ciudad    | Equipo local      | Resultado | Equipo visitante  |
| -------------------------------------------------------------------- | --------- | ----------------- | --------- | ----------------- |
| 24 de octubre                                                        | Manizales | Once Caldas       | 2 : 2     | Atlético Nacional |
| 1 de noviembre                                                       | Medellín  | Atlético Nacional | 2 : 1     | Once Caldas       |
| Atlético Nacional se coronó campeón de la Copa con un global de 4:3. |           |                   |           |                   |

|                                         |
| Colombia                                |
| Campeón Atlético Nacional Cuarto título |

### Superliga de Colombia
| Fecha                                                          | Ciudad   | Equipo local      | Resultado | Equipo visitante  |
| -------------------------------------------------------------- | -------- | ----------------- | --------- | ----------------- |
| 31 de enero                                                    | Bogotá   | Millonarios       | 0 : 0     | Atlético Nacional |
| 7 de febrero                                                   | Medellín | Atlético Nacional | 1 : 2     | Millonarios       |
| Millonarios se coronó campeón del torneo con un global de 2:1. |          |                   |           |                   |

|                                   |
| Colombia                          |
| Campeón Millonarios Primer título |

### Liga Profesional Femenina
- Final

| Fecha | Ciudad   | Equipo local      | Resultado      | Equipo visitante  |
| --- | -------- | ----------------- | -------------- | ----------------- |
| 23 de mayo | Envigado | Atlético Nacional | 1 : 0          | Atlético Huila    |
| 31 de mayo | Neiva    | Atlético Huila    | 2 : 1 (3:0 p.) | Atlético Nacional |
| Atlético Huila se coronó campeón con un marcador global de 2:2 y ganando 3:0 en los tiros desde el punto penal. |          |                   |                |                   |

| Campeón Atlético Huila Primer título |

### Torneos de carácter formativo

#### Supercopa Juvenil FCF
- Final

| Fecha                                                                                | Ciudad            | Equipo local      | Resultado | Equipo visitante  |
| ------------------------------------------------------------------------------------ | ----------------- | ----------------- | --------- | ----------------- |
| 25 de noviembre                                                                      | Medellín          | Atlético Nacional | 1 : 0     | Cúcuta Deportivo  |
| 1 de diciembre                                                                       | Villa del Rosario | Cúcuta Deportivo  | 2 : 1     | Atlético Nacional |
| Atlético Nacional se coronó campeón mediante definición desde el punto penal por 5-3 |                   |                   |           |                   |

|                                      |
| Bandera de Colombia                  |
| Campeón Atlético Nacional 2.º título |

## Torneos internacionales

### Copa Libertadores
| Equipo            | Fase final               | Pts. | PJ | PG | PE | PP | GF | GC | DG | Rend.  |
| ----------------- | ------------------------ | ---- | -- | -- | -- | -- | -- | -- | -- | ------ |
| Millonarios       | Fase de grupos (Grupo G) | 8    | 6  | 2  | 2  | 2  | 7  | 4  | 3  | 44,4 % |
| Junior            | Fase de grupos (Grupo H) | 14   | 10 | 4  | 2  | 4  | 9  | 10 | -1 | 46,7 % |
| Santa Fe          | Fase de grupos (Grupo D) | 17   | 10 | 4  | 5  | 1  | 13 | 6  | 7  | 56,7 % |
| Atlético Nacional | Octavos de final         | 13   | 8  | 4  | 1  | 3  | 10 | 5  | 5  | 47,6 % |

### Copa Sudamericana
| Equipo                 | Fase final       | Pts. | PJ | PG | PE | PP | GF | GC | DG | Rend.  |
| ---------------------- | ---------------- | ---- | -- | -- | -- | -- | -- | -- | -- | ------ |
| América de Cali        | Primera fase     | 3    | 2  | 1  | 0  | 1  | 1  | 3  | -2 | 50 %   |
| Jaguares               | Primera fase     | 3    | 2  | 1  | 0  | 1  | 2  | 4  | -2 | 50 %   |
| Independiente Medellín | Primera fase     | 3    | 2  | 1  | 0  | 1  | 3  | 3  | 0  | 50 %   |
| Millonarios            | Octavos de final | 6    | 4  | 1  | 3  | 0  | 5  | 1  | 4  | 50 %   |
| Deportivo Cali         | Cuartos de final | 13   | 8  | 4  | 1  | 3  | 14 | 8  | 6  | 54,2 % |
| Santa Fe               | Semifinal        | 10   | 8  | 2  | 4  | 2  | 5  | 5  | 0  | 41,7 % |
| Junior                 | Subcampeón       | 18   | 10 | 5  | 3  | 2  | 11 | 7  | 4  | 60 %   |

#### Final
| Fecha                                                                                    | Ciudad       | Equipo local        | Resultado   | Equipo visitante    |
| ---------------------------------------------------------------------------------------- | ------------ | ------------------- | ----------- | ------------------- |
| 5 de diciembre                                                                           | Barranquilla | Junior              | 1 : 1       | Atlético Paranaense |
| 12 de diciembre                                                                          | Curitiba     | Atlético Paranaense | 1 : 1 (4:3) | Junior              |
| Junior quedó subcampeón del torneo tras empatar 2:2 en el global y caer 4:3 en penaltis. |              |                     |             |                     |

### Copa Libertadores Sub-20
| Equipo     | Fase final     | Pts. | PJ | PG | PE | PP | GF | GC | DG | Rend.  |
| ---------- | -------------- | ---- | -- | -- | -- | -- | -- | -- | -- | ------ |
| La Equidad | Fase de grupos | 4    | 3  | 1  | 1  | 1  | 4  | 4  | 0  | 44,4 % |

### Copa Libertadores Femenina
| Equipo         | Fase final | Pts. | PJ | PG | PE | PP | GF | GC | DG | Rend.  |
| -------------- | ---------- | ---- | -- | -- | -- | -- | -- | -- | -- | ------ |
| Atlético Huila | Campeón    | 8    | 3  | 2  | 2  | 1  | 8  | 4  | 4  | 53.3 % |

#### Final
| Fecha                                                                                            | Ciudad | Equipo local   | Resultado        | Equipo visitante |
| ------------------------------------------------------------------------------------------------ | ------ | -------------- | ---------------- | ---------------- |
| 2 de diciembre                                                                                   | Manaus | Atlético Huila | 1 : 1 (5:3 pen.) | Santos           |
| Atlético Huila se coronó campeón tras empatar 1:1 y ganar 5:3 en los tiros desde el punto penal. |        |                |                  |                  |

|                                      |
| Colombia                             |
| Campeón Atlético Huila Primer título |

## Selección nacional masculina

### Mayores
| Fecha            | Lugar                                           | Rival          | Marcador                                                   | Competencia            | Goles de Colombia                                                             |
| ---------------- | ----------------------------------------------- | -------------- | ---------------------------------------------------------- | ---------------------- | ----------------------------------------------------------------------------- |
| 23 de marzo      | Stade de France Saint-Denis, Francia            | Francia        | 3 : 2                                                      | Amistoso internacional | 28' Luis Muriel · 61' Falcao García · 85' (pen.) Juan Fernando Quintero       |
| 27 de marzo      | Craven Cottage Londres, Inglaterra              | Australia      | 0 : 0                                                      | Amistoso internacional | Sin goles                                                                     |
| 1 de junio       | Estadio Atleti Azzurri d'Italia Bérgamo, Italia | Egipto         | 0 : 0                                                      | Amistoso internacional | Sin goles                                                                     |
| 19 de junio      | Mordovia Arena Saransk, Rusia                   | Japón          | 1 : 2 Archivado el 3 de julio de 2018 en Wayback Machine.  | Copa Mundial de Rusia  | 39' Juan Fernando Quintero                                                    |
| 24 de junio      | Kazán Arena Kazán, Rusia                        | Polonia        | 3 : 0 Archivado el 25 de junio de 2018 en Wayback Machine. | Copa Mundial de Rusia  | 40' Yerry Mina · 70' Falcao García · 75' Juan Guillermo Cuadrado              |
| 28 de junio      | Samara Arena Samara, Rusia                      | Senegal        | 1 : 0 Archivado el 3 de julio de 2018 en Wayback Machine.  | Copa Mundial de Rusia  | 74' Yerry Mina                                                                |
| 3 de julio       | Otkrytie Arena Moscú, Rusia                     | Inglaterra     | 1 : 1 Archivado el 5 de julio de 2018 en Wayback Machine.  | Copa Mundial de Rusia  | 90+3' Yerry Mina                                                              |
| 7 de septiembre  | Hard Rock Stadium Miami, Estados Unidos         | Venezuela      | 2 : 1                                                      | Amistoso internacional | 54' Falcao García · 89' Yimmi Chará                                           |
| 11 de septiembre | MetLife Stadium East Rutherford, Estados Unidos | Argentina      | 0 : 0                                                      | Amistoso internacional | Sin goles                                                                     |
| 11 de octubre    | Raymond James Stadium Tampa, Estados Unidos     | Estados Unidos | 4 : 2                                                      | Amistoso internacional | 35' James Rodríguez · 55' Carlos Bacca · 73' Falcao García · 78' Miguel Borja |
| 16 de octubre    | Red Bull Arena Nueva Jersey, Estados Unidos     | Costa Rica     | 3 : 1                                                      | Amistoso internacional | 29' Carlos Bacca · 71', 90+2' Juan Camilo Hernández                           |

#### Copa Mundial de Fútbol de 2018
| Equipo             | Pts. | PJ | PG | PE | PP | GF | GC | DG | Rend.   |
| ------------------ | ---- | -- | -- | -- | -- | -- | -- | -- | ------- |
| Selección nacional | 7    | 4  | 2  | 1  | 1  | 6  | 3  | 3  | 58.33 % |

- Resultado final: Eliminado en octavos de final

Grupo H
| Selección | Pts | PJ | PG | PE | PP | GF | GC | Dif |
| --------- | --- | -- | -- | -- | -- | -- | -- | --- |
| Colombia  | 6   | 3  | 2  | 0  | 1  | 5  | 2  | 3   |
| Japón1    | 4   | 3  | 1  | 1  | 1  | 4  | 4  | 0   |
| Senegal   | 4   | 3  | 1  | 1  | 1  | 4  | 4  | 0   |
| Polonia   | 3   | 3  | 1  | 0  | 2  | 2  | 5  | -3  |

| 19 de junio de 2018, 15:00 (UTC+3) | Colombia     | 1:2 (1:1) | Japón                        | Mordovia Arena, Saransk                                   |                                                           |
|                                    | Quintero 39' | Reporte   | Kagawa 6' (pen.) · Osako 73' | Asistencia: 40 842 espectadores Árbitro(s): Damir Skomina | Asistencia: 40 842 espectadores Árbitro(s): Damir Skomina |

| 24 de junio de 2018, 21:00 (UTC+3) | Polonia | 0:3 (0:1) | Colombia                             | Kazán Arena, Kazán                                             |                                                                |
|                                    |         | Reporte   | Mina 40' · Falcao 70' · Cuadrado 75' | Asistencia: 42 873 espectadores Árbitro(s): César Arturo Ramos | Asistencia: 42 873 espectadores Árbitro(s): César Arturo Ramos |

| 28 de junio de 2018, 18:00 (UTC+4) | Senegal | 0:1 (0:0) | Colombia | Samara Arena, Samara                                      |                                                           |
|                                    |         | Reporte   | Mina 74' | Asistencia: 41 970 espectadores Árbitro(s): Milorad Mažić | Asistencia: 41 970 espectadores Árbitro(s): Milorad Mažić |

Octavos de final
| 3 de julio de 2018                                                       | Colombia                                   | 1:1 (1:1, 0:0) (t. s.)(3:4 p.) | Inglaterra                                    | Otkrytie Arena, Moscú                                   |                                                         |
| 21:00 MSK (UTC+3)                                                        | Mina 90+3'                                 | Reporte                        | Kane 57' (pen.)                               | Asistencia: 44 190 espectadores Árbitro(s): Mark Geiger | Asistencia: 44 190 espectadores Árbitro(s): Mark Geiger |
|                                                                          |                                            | Tiros desde el punto penal     |                                               |                                                         |                                                         |
|                                                                          | Falcao · Cuadrado · Muriel · Uribe · Bacca |                                | Kane · Rashford · Henderson · Trippier · Dier |                                                         |                                                         |
| Primer triunfo de Inglaterra en una definición por penales en mundiales. |                                            |                                |                                               |                                                         |                                                         |

## Selección nacional femenina

### Mayores
| Fecha       | Lugar                                                        | Rival     | Marcador | Competencia             | Goles de Colombia                                                                                  |
| ----------- | ------------------------------------------------------------ | --------- | -------- | ----------------------- | -------------------------------------------------------------------------------------------------- |
| 19 de enero | Estadio Century Lotus Foshán, China                          | Tailandia | 1 : 1    | Guandong Huijun Cup CFA | 57' Jessica Caro                                                                                   |
| 21 de enero | Estadio Century Lotus Foshán, China                          | Vietnam   | 2 : 0    | Guandong Huijun Cup CFA | 18' Manuela González · 36' Catalina Usme                                                           |
| 23 de enero | Estadio Century Lotus Foshán, China                          | China     | 0 : 2    | Guandong Huijun Cup CFA | No hubo                                                                                            |
| 6 de marzo  | Complejo Deportivo Juan Pinto Durán Santiago de Chile, Chile | Chile     | 0 : 0    | Amistoso internacional  | No hubo                                                                                            |
| 4 de abril  | Estadio La Portada La Serena, Chile                          | Uruguay   | 7 : 0    | Copa América Femenina   | 2', 45', 57', 90' Catalina Usme · 17' Daniela Montoya · 43' Yoreli Rincón · 58' Isabella Echeverri |
| 6 de abril  | Estadio La Portada La Serena, Chile                          | Chile     | 1 : 1    | Copa América Femenina   | 49' Catalina Usme                                                                                  |
| 8 de abril  | Estadio La Portada La Serena, Chile                          | Paraguay  | 5 : 1    | Copa América Femenina   | 41', 57', 65' Catalina Usme · 70' Diana Ospina · 81' Leicy Santos                                  |
| 10 de abril | Estadio La Portada La Serena, Chile                          | Perú      | 3 : 0    | Copa América Femenina   | 22' Catalina Usme · 53' Leicy Santos · 83' Isabella Echeverri                                      |
| 16 de abril | Estadio La Portada La Serena, Chile                          | Argentina | 1 : 3    | Copa América Femenina   | 31' Liana Salazar                                                                                  |
| 19 de abril | Estadio La Portada La Serena, Chile                          | Chile     | 0 : 0    | Copa América Femenina   | No hubo                                                                                            |
| 22 de abril | Estadio La Portada La Serena, Chile                          | Brasil    | 0 : 3    | Copa América Femenina   | No hubo                                                                                            |

#### Copa América Femenina 2018
| Equipo                      | Pts. | PJ | PG | PE | PP | GF | GC | DG | Rend. |
| --------------------------- | ---- | -- | -- | -- | -- | -- | -- | -- | ----- |
| Selección nacional femenina | 11   | 7  | 3  | 2  | 2  | 17 | 8  | 9  | 52,4% |

- Resultado final: 4° lugar. Clasificado a los Juegos Panamericanos de 2019.

#### Juegos Centroamericanos y del Caribe 2018
| Equipo                      | Pts. | PJ | PG | PE | PP | GF | GC | DG | Rend. |
| --------------------------- | ---- | -- | -- | -- | -- | -- | -- | -- | ----- |
| Selección nacional femenina | 3    | 3  | 1  | 0  | 2  | 4  | 5  | -1 | 33,3% |

- Resultado final: Fase de grupos (3° lugar).

### Sub-20

#### Sudamericano Femenino Sub-20 de 2018
| Equipo                             | Pts. | PJ | PG | PE | PP | GF | GC | DG | Rend. |
| ---------------------------------- | ---- | -- | -- | -- | -- | -- | -- | -- | ----- |
| Selección nacional femenina sub-20 | 12   | 7  | 4  | 0  | 3  | 21 | 16 | 5  | 57,4% |

- Resultado final: 3° lugar.

### Sub-17

#### Campeonato Sudamericano Femenino de Fútbol Sub-17
| Equipo                             | Pts. | PJ | PG | PE | PP | GF | GC | DG | Rend.  |
| ---------------------------------- | ---- | -- | -- | -- | -- | -- | -- | -- | ------ |
| Selección nacional femenina sub-17 | 16   | 7  | 5  | 1  | 1  | 15 | 3  | 12 | 76,2 % |

- Resultado final: 2° lugar. Clasificado a la Copa Mundial Femenina de Fútbol Sub-17 de 2018.

#### Copa Mundial Femenina de Fútbol Sub-17
| Equipo                    | Pts. | PJ | PG | PE | PP | GF | GC | Dif. | Rend. |
| ------------------------- | ---- | -- | -- | -- | -- | -- | -- | ---- | ----- |
| Selección Colombia Sub-17 | 2    | 3  | 0  | 2  | 1  | 2  | 5  | -3   | 22,2% |

- Resultado final: Fase de grupos